# UAZ–469

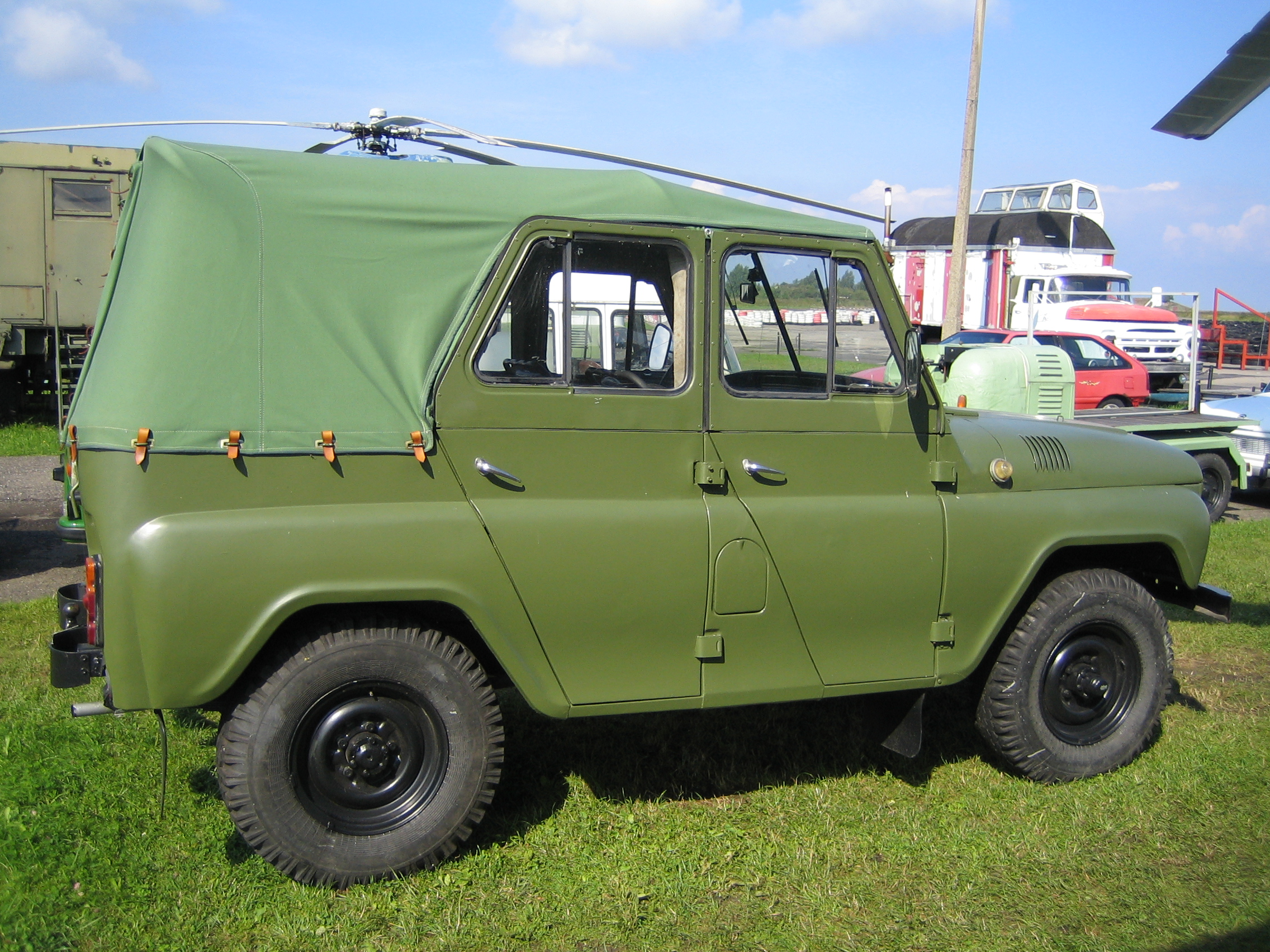
Egy UAZ–469B Peenemündében

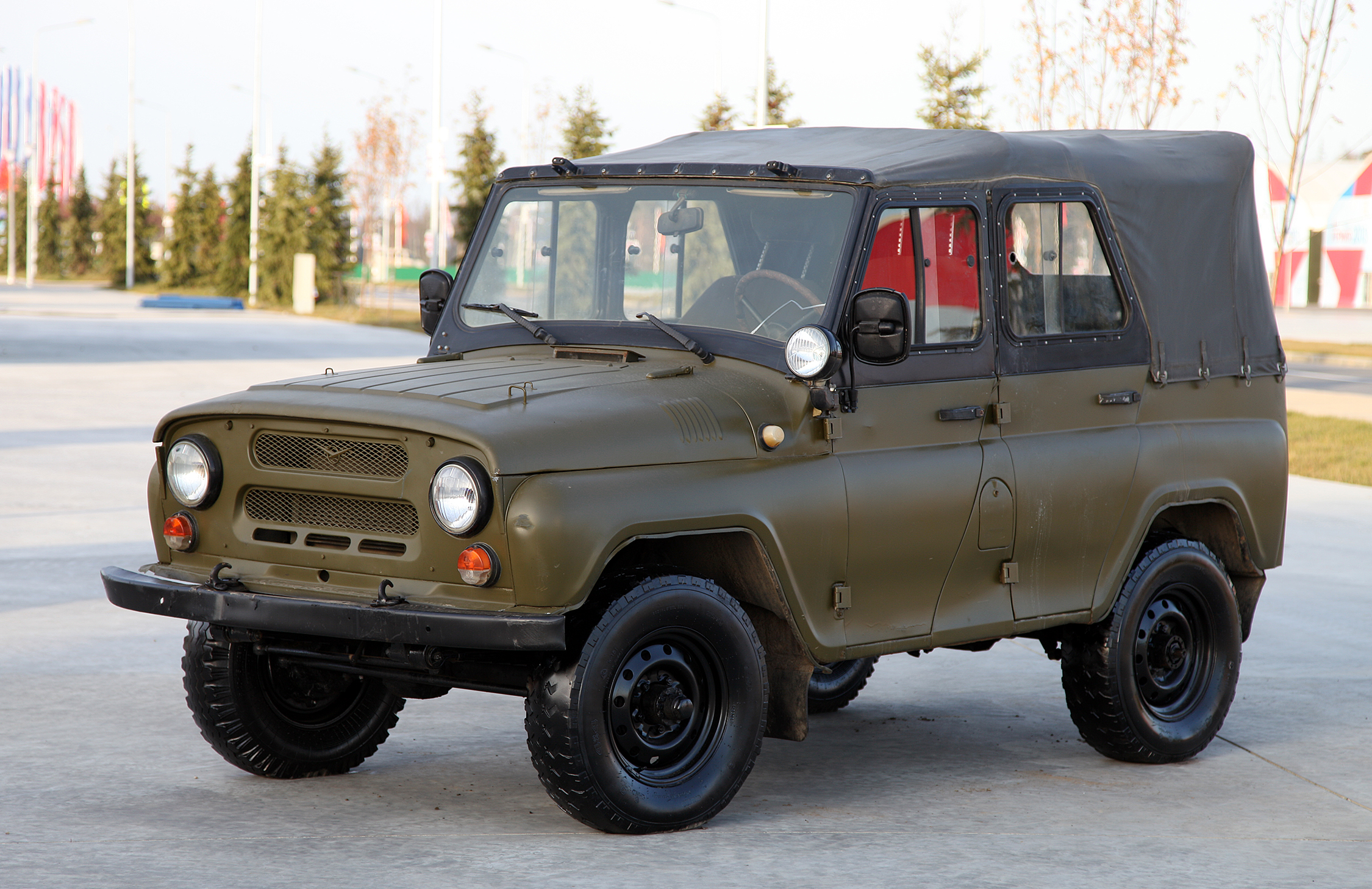
UAZ–469B

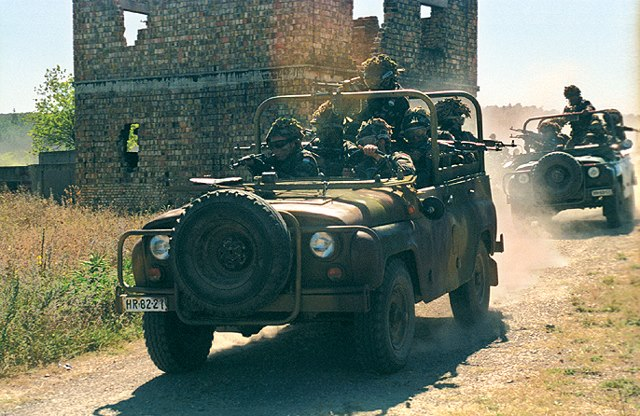
Az MH88. Gyorsreagálású Zászlólalj számára átalakított UAZ

Az UAZ–469 az Uljanovszki Autógyár (UAZ) terepjáró gépjárműve. A Szovjet Hadsereg és a Varsói Szerződés tagállamai részére lett kifejlesztve, illetve az ejtőernyős deszantcsapatok igényeit is figyelembe vették a tervezés során. Egyszerű szerkezete és kis karbantartási igénye miatt széleskörűen elterjedt mind katonai, mind a polgári piacokon, népszerű járműtípus napjainkban is.
Az első sorozatgyártású példány 1972. december 15-én készült el. Szolgálatba 1973-ban állt, felváltva elődjét, a GAZ–69-et. Az UAZ–469 két fő erénye a szinte bármely terepen való megbízható üzemelés és a könnyű vezethetőség.
Az alapváltozat hasmagasságának növelésével (220 mm) jött létre az UAZ–469B, majd egy speciálisan katonai célokra felkészített módosítással 300 mm-re növelték ezt. 1985 körül új elnevezési szabványokat vezettek be a gyárban, így a típust átnevezték UAZ–3151-re, az UAZ–469B pedig UAZ–31512 lett. Utóbbi gyártása a Szovjet Hadseregnek tovább folytatódott, viszont a polgári változatét megszüntették az új környezetvédelmi szabályozások miatt. Viszont a napjainkban gyártott UAZ Hunter semmi egyéb, mint az UAZ–469B egy módosított változata.
A járművet a Magyar Néphadsereg is rendszeresítette az 1970-es években, illetve napjainkban a Magyar Honvédség (MH) is szolgálatban tartja. Az MH-ben a Mercedes „Wolf” váltja fel fokozatosan, 2003-tól. 
A MH HTI az 1990-es évek első felében kb. 50 db járművet módosított az 1993. szeptember 1-jén létrehozott MH 88. Gyorsreagálású Zászlóalj számára. Az átalakított járművek így "behajózhatóvá" váltak a Magyar Légierő Mi–8, MI-17 helikoptereibe, és An–26 szállító repülőgépekbe - így a légimozgékonyságú alakulatok gépjárművel együtt is lerakhatóvá váltak. Az alváz megerősítésével négy rögzítőpont került a járművek 4 sarkába, ami lehetővé tette az UAZ-ok szállítását a teherszállító helikopterekkel külső függesztményként is. Ennek a kisszériás átalakításnak sajátossága, hogy kis mértékben, de mindegyik eltér a másiktól. Az egység 2015-ig a MH 25/88. Könnyű Vegyes Zászlóaljban tevékenykedett a járművekkel együtt.

## Külső hivatkozások
- Az Uljanovszki Autógyár honlapja Archiválva 2008. szeptember 6-i dátummal a Wayback Machine-ben
- ZiL131.com Archiválva 2008. április 30-i dátummal a Wayback Machine-ben
- Egy olasz oldal az UAZ gyárról
- Totalcar teszt